# Tractor Sports Club
Maillots
Actualités
Dernière mise à jour : 21 août 2024.
Le Tractor Cultural Sports Economic Club (en persan : باشگاه فرهنگی ورزشی اقتصادی تراکتور), plus couramment abrégé en Tractor, est un club iranien de football fondé en 1970 et basé dans la ville de Tabriz.

## Palmarès
| \| - Championnat d'Iran (1) : - Champion : 2024-2025 - Vice-champion : 2011-2012, 2012-2013 et 2014-2015. - Coupe d'Iran (2) : - Vainqueur : 2013-2014 et 2019-2020. - Finaliste : 1975-1976, 1994-1995 et 2016-2017. - Supercoupe d'Iran : - Finaliste : 2020. \| \| - Championnat d'Iran de deuxième division (1) : - Champion : 2008-2009. - Championnat d'Iran de troisième division (1) : - Champion : 1974-1975. - Vice-champion : 1976-1977 et 1995-1996. \| |  | |
| - Championnat d'Iran (1) : - Champion : 2024-2025 - Vice-champion : 2011-2012, 2012-2013 et 2014-2015. - Coupe d'Iran (2) : - Vainqueur : 2013-2014 et 2019-2020. - Finaliste : 1975-1976, 1994-1995 et 2016-2017. - Supercoupe d'Iran : - Finaliste : 2020. |  | - Championnat d'Iran de deuxième division (1) : - Champion : 2008-2009. - Championnat d'Iran de troisième division (1) : - Champion : 1974-1975. - Vice-champion : 1976-1977 et 1995-1996. |

## Personnalités du club

### Présidents
- Mir Masoum Sohrabi

### Entraîneurs
| - Vasile Godja (1990 - 1997) - Vasile Godja (2003) - Ernst Middendorp (2004 - 2005) - Amir Ghalenoei (2011 - 2012) - Toni (2012 - 2013) - Toni (2014) | - Rasoul Khatibi (2014 - 2015) - Toni (2015) - Saket Elhami - John Toshack (2018) - Mohammad Taghavi (2018 - 2019) - Mustafa Denizli (depuis 2019) |

### Joueurs emblématiques
- Ivan Trabalík
- Karim Bagheri
- Rasoul Khatibi
- Omid Alishah